# Іфзаніт
Іфзаніт (рос. ифзанит, англ. ifzanite, нім. Ifsanit m) — промислова вибухова речовина (ВР), яка містить воду, є суспензією ґранулотолу і ґранульованої аміачної селітри (іноді в поєднанні з металевим порошком).
Призначена для висадження міцних і дуже міцних порід.
Для ініціювання іфзаніту застосовують детонатор проміжний з тетрилової або пентолітової шашки.
Названа за абревіатурою назви розробника — Інституту фізики Землі Академії наук СРСР (рос. Институт физики Земли Академии наук СССР — ИФЗАН).

## Аналоги іфзаніту за кордоном
- айрегелі (США)
- гідромекси і нетрекси (Канада)
- реоліти і реомекси (Швеція)
- майданіти (колишня Югославія)
- вазагелі і дінагелі (ФРН)